# Hugh Foss (évêque)
Hugh James Foss (25 juin 1848 - 24 mars 1932) est un évêque anglican, le deuxième évêque d'Osaka.

## Biographie
Hugh James Foss est né dans une famille de juristes: son père était Edward Foss auteur de The Judges of England.
Il a fait ses études au Marlborough College et à Christ's College, Cambridge.
Ordonné prêtre en 1873, Hugh James Foss a passé trois années de cure à Liverpool avant d'émigrer à Kobe au Japon. Il y vécut le reste de son ministère. Il a entre autres réalisations traduit en japonais L'Imitation de Jésus-Christ par Thomas a Kempis.
Foss a épousé, le 24 juillet 1901 à Kobe, Lina Janet Ovans, fille de John Lambert Ovans, de Surrey.
Son fils Hugh Foss était un cryptanalyste pour le Government Communications Headquarters à Bletchley Park pendant la Seconde Guerre mondiale où il a dirigé la section japonaise. Un autre fils, Charles Calveley Foss a reçu la Croix de Victoria de la Première Guerre mondiale.